# Strzeblów
Strzeblów (niem. Ströbel) – dawna wieś, od 31 grudnia 1959 zachodnia część miasta Sobótka na Dolnym Śląsku, w woj. dolnośląskim, w powiecie wrocławskim, w gminie miejsko-wiejskiej Sobótka.
W latach 1954–1959 siedziba gromady Strzeblów.
W Strzeblowe znajduje się stacja kolejowa stacja kolejowa Sobótka Zachodnia, która dawniej nosiła nazwę Strzeblów.